# Drummer Man
Drummer Man, mit vollständigem Titel Gene Krupa Big Band: Drummer Man featuring Anita O’Day & Roy Eldridge ist ein Jazz-Album des Schlagzeugers Gene Krupa und dessen Big Band, aufgenommen im Frühjahr 1956 und veröffentlicht 1956 auf Verve Records.

## Das Album
Das Verve-Album mit dem irreführenden Titel Drummer Man (es enthält kaum nennenswerte Schlagzeugsoli des Bandleaders Gene Krupa) ist eine remake-Session; sie bezieht sich auf die Erfolgstitel der legendären Bigbands (Gene Krupa and His Orchestra), die der Swing-Schlagzeuger 1941–1943 und nach 1945 leitete und in denen die Sängerin Anita O’Day und der Trompeter Roy Eldridge die Hauptattraktionen mit Titeln wie Let Me Off Uptown, Leave Us Leap oder After You’ve Gone waren.

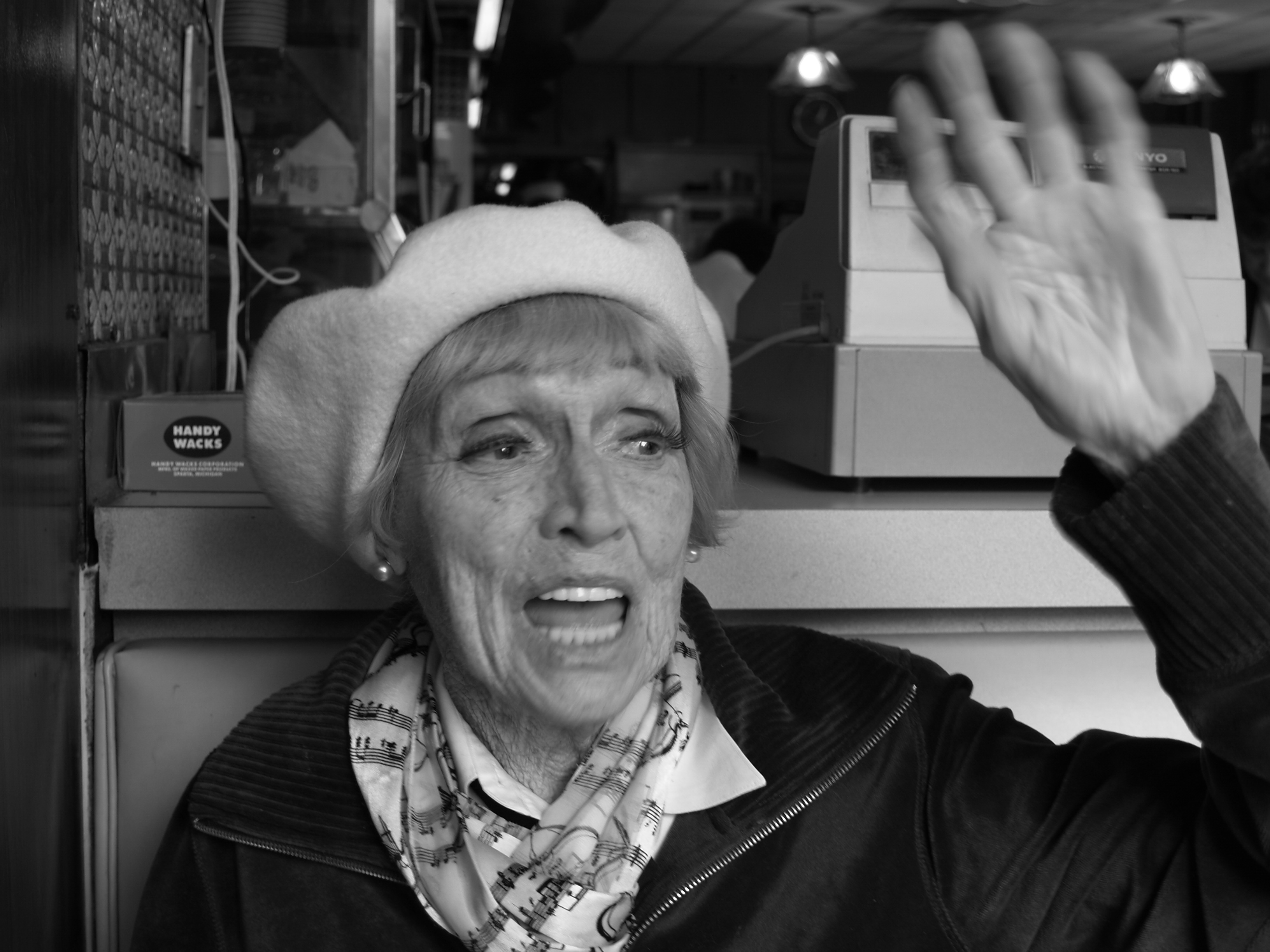
Anita O’Day (2005)

Anita O’Day hatte bereits 1941 in der Krupa-Band gesungen und sich danach als Solistin etabliert; auch Roy Eldridge war 1941 Mitglied und einer der wichtigen Solisten des Krupa-Orchesters mit Titeln wie Rockin’ Chair, hielt aber damals die schwierige Situation als Afroamerikaner in einer weißen Swingband nicht lange durch und verließ die Band im Frühjahr 1943.
Bei der von Norman Granz produzierten Verve-Session nahmen Anita O’Day, Roy Eldridge mit Gene Krupa erneut ihre Erfolgstitel aus den 1940er Jahren auf, wie Earl Bostics Hit Let Me Off Harlem mit O’Day und Eldridge als Vokal-Duo, Hoagy Carmichaels Rockin’ Chair, Krupas Fish Fry und dem Swing-Klassiker After You’ve Gone mit Roy Eldridge als Haupt-Solisten.
Bei Leave Us Leap werden die Bandmusiker solistisch vorgestellt, zuerst Eldridge, dann Tenorist Eddie Shu, Posaunist Jimmy Cleveland, Pianist Dave McKenna und schließlich Tenorist Aaron Sachs; dieser ist auch Hauptsolist im kurzen, von Krupa komponierten Wire Brush Stomp. Außerdem ist Anita O’Day in Opus 1, Drummin’ Man, Boogie Blues und in Slow Down solistisch zu hören.
Die Session endet mit That’s What You Think mit O’Day und Eldridge sowie After You’ve Gone mit Eldridge und Sachs als Solisten.
Als Arrangeure fungierten bei der Session namhafte Musiker wie Quincy Jones, Manny Albam, Nat Pierce und Billy Byers. Schlagzeuger Gene Krupa hat kurze solistische Einlagen im Boogie Blues und im Wire Brush Stomp.
Weitere prominente Musiker der Session waren Bernie Glow, J. J. Johnson, Kai Winding, Jimmy Cleveland, Hal McKusick, Danny Bank und der Gitarrist Barry Galbraith; diese standen jedoch solistisch nicht im Vordergrund.

## Rezension
Digby Fairweather hebt das Album im Jazz Rough Guide aus der umfänglichen Krupa-Diskographie hervor und erwähnt Bob Rusch bewertet das Album im All Music Guide mit drei Sternen und betont, dass das Zusammenspiel von Krupa, Eldridge und O’Day teilweise noch besser als bei den Originalsessions der 1940er Jahre sei. Gene Krupa selbst meinte zu dieser Aufnahme:

„Diese Session war der größte Spaß, den ich in all den Jahren hatte. Es macht Spaß zu swingen; für nichts würde ich den Swing gegen die Pop-Sachen eintauschen Ich saß nur hinter meinem Schlagzeug, hörte wieder Anita und Roy zu und fühlt mich so hervorragend.“

## Titelliste
Gene Krupa Big Band: Drummer Man featuring Anita O’Day & Roy Eldridge (Verve 827843-2)
1. Let Me Off Uptown (Redd Evans – Earl Bostic) 3:22
2. Rockin’ Chair (Hoagy Carmichael) 3:17
3. Opus 1 (Sy Oliver) 3:33
4. Fish Fry (G. Krupa) 3:06
5. Drummin’ Man (G. Krupa – Truck Parham) 3:14
6. Drum Boogie (G. Krupa – Roy Eldridge) 3:36
7. Boogie Blues (G. Krupa – Remo Bioni) 3:51
8. Leave Us Leap (Edwin Finckel) 2:37
9. Slow Down (Redd Evans) 3:34
10. Wire Brush Stomp (G. Krupa) 2:17
11. That’s What You Think (Kay-Sue Werner) 3:59
12. After You’ve Gone (Henry Creamer – Turner Layton) 2:49

Das Album ist nicht zu verwechseln mit Drummin’ Man mit Krupa-Aufnahmen aus den Jahren 1938 bis 1947.